# Liste der Kreuzungen in Oberösterreich

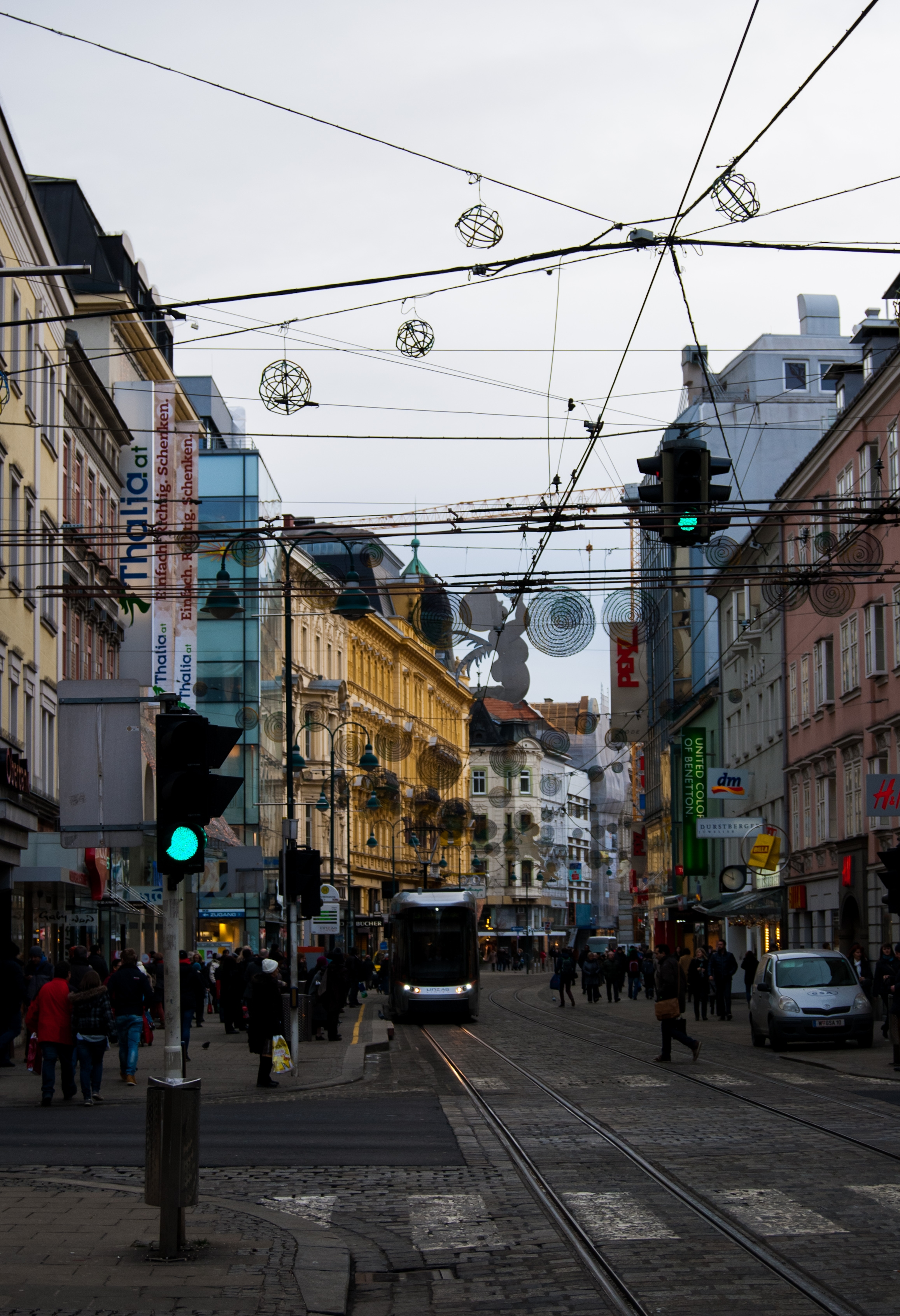
Die Mozartkreuzung in Linz

In Oberösterreich, insbesondere im Raum Linz, ist es im allgemeinen Sprachgebrauch üblich, dass stark frequentierte Straßenkreuzungen einen (Vulgo-)Namen tragen, der oftmals in offiziellen Haltestellennamen von Straßenbahn-, Obus- und Autobuslinien aufscheint. Diese Liste enthält die bezeichneten Kreuzungen in Oberösterreich, nach Bezirken geordnet.

## Grieskirchen
| Name                 | Ort                                    | Anmerkung                                              |
| Stritzinger Kreuzung | St. Georgen bei Grieskirchen B137/B141 | Benannt nach der hier befindlichen Ortschaft Stritzing |

## Linz
| Name                 | Ort                                                  | Anmerkung                          |
| Altenberger Kreuzung | Altenberger Straße/Freistädter Straße                |                                    |
| Mozartkreuzung       | Landstraße/Mozartstraße/Rudigierstraße               | Gleichnamige Haltestelle vorhanden |
| Goethekreuzung       | Landstraße/Goethestraße/Stelzhamerstraße             | Gleichnamige Haltestelle vorhanden |
| Laskahofkreuzung     | Laskahofstraße/Dauphinestraße                        |                                    |
| Leonfeldner Kreuzung | Leonfeldner Straße/Freistädter Straße/Wildbergstraße | auch Leonfeldner Spitz             |
| Rudolfkreuzung       | Hauptstraße/Rudolfstraße/Hinsenkampplatz             |                                    |
| Salzburger Kreuzung  | Salzburger Straße/Landwiedstraße/Laskahofstraße      |                                    |
| Unionkreuzung        | Wiener Straße/Unionstraße/Hamerlingstraße            | Gleichnamige Haltestelle vorhanden |

## Linz-Land
| Name                  | Ort                                                                | Anmerkung                                                                                        |
| Derntlkreuzung        | Leonding Ruflinger Straße/Alhartinger Weg                          | Benannt nach der hier befindlichen Fleischhauerei Derntl                                         |
| Hainzenbachkreuzung   | Leonding Ruflinger Straße/Hainzenbachstraße                        |                                                                                                  |
| Meixnerkreuzung       | Leonding Welser Straße/Ehrenfellnerstraße/Haidfeldstraße           | Benannt nach dem ehemals hier befindlichen Bauerngut Meixner, gleichnamige Haltestelle vorhanden |
| Mühlbachkreuzung      | Wilhering Linzer Straße/Mühlbachstraße                             |                                                                                                  |
| St. Martiner Kreuzung | Leonding/Traun Wiener Bundesstraße/Haidfeldstraße/Leondingerstraße |                                                                                                  |
| Trauner Kreuzung      | Pasching/Traun Wiener Bundesstraße/Kremstalstraße                  | Gleichnamige Haltestelle vorhanden                                                               |

## Rohrbach
| Name          | Ort              | Anmerkung |
| Grillkreuzung | Oepping B38/B127 |           |

- Karte mit allen verlinkten Seiten:
- OSM |
- WikiMap